# Ancistria tarsalis
Ancistria tarsalis is een keversoort uit de familie Passandridae. De wetenschappelijke naam van de soort werd in 1876 gepubliceerd door Charles Owen Waterhouse.